# Охота на лис

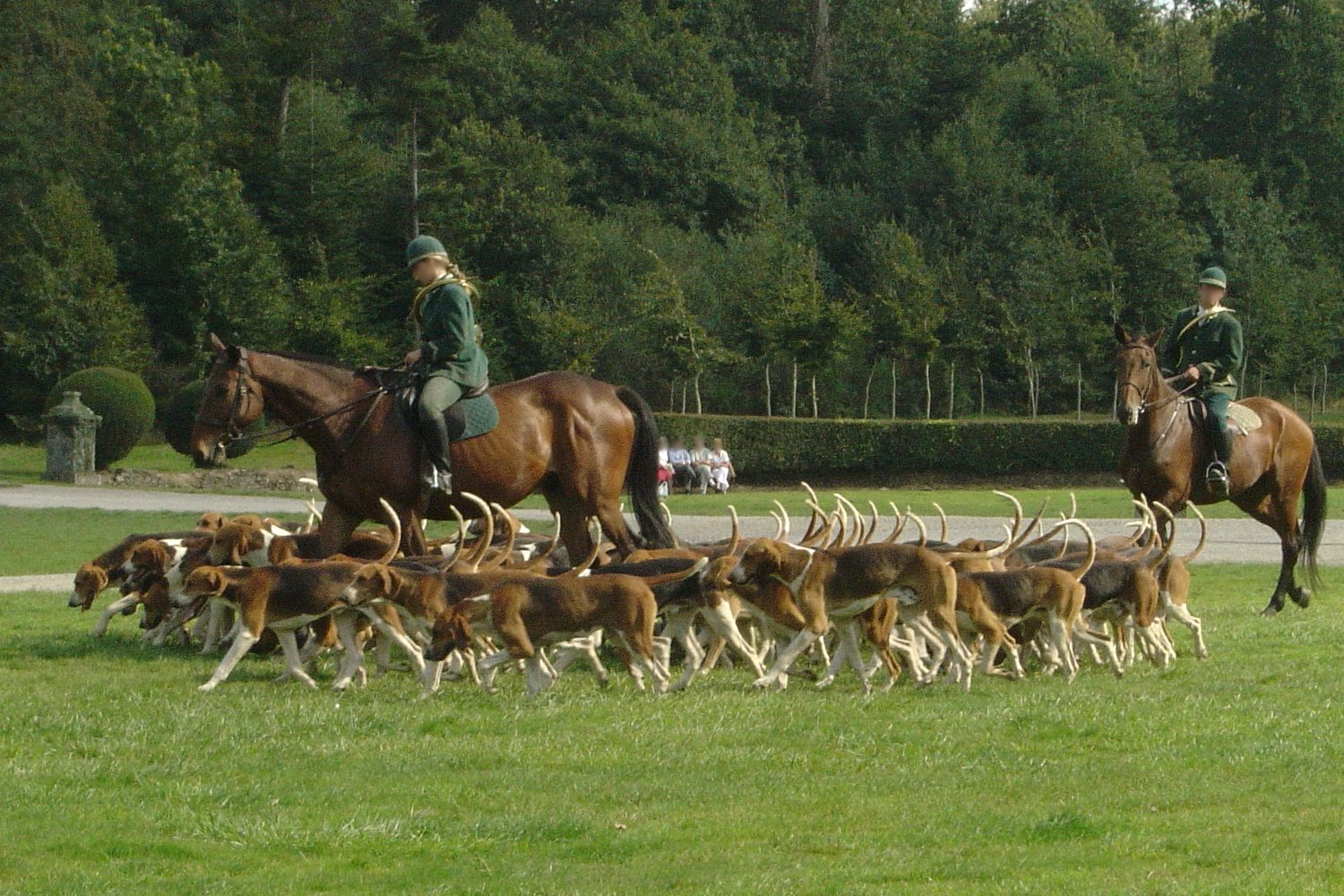

Охота на лис — деятельность, представляющая собой смесь охоты и спорта и заключающаяся в выслеживании, погоне, а иногда и убийстве лисы, обычно обыкновенной лисицы, в которой участвуют фоксхаунды или другие гончие собаки и группа безоружных людей во главе с так называемым предводителем гончих, которые следуют за собаками пешком или на лошадях. По традиции, после обнаружения добычи как команда спускать собак используется старинный клич Tally-ho.
Охота на лис в своей первоначальной форме возникла в XVI веке и до недавнего времени практиковалась в Великобритании, а также существует во многих странах мира, в том числе в Австралии, Канаде, Франции, Ирландии, Италии, России и США. В Австралии этот термин также относится к охоте на лис с огнестрельным оружием.

## Критика
Охота на лис как вид спорта вызывает множество споров. В Великобритании она была запрещена на территории Шотландии в 2002 году, а в Англии и Уэльсе — в ноябре 2004 года (закон вступил в действие с февраля 2005 года). Отстрел лис как вредителей сельского хозяйства остаётся законным. Сторонники лисьей охоты видят в ней важную часть сельской культуры и пользу из соображений сохранения лис (посредством организации заповедников для охоты) и борьбы с вредителями, в то время как противники утверждают, что эта деятельность жестокая и бессмысленная.